# Ashdod Chess Club
Ashdod Chess Club (hebr. מועדון שחמט אשדוד, Moadon Szachmat Aszdod), funkcjonujący również pod nazwą Ashdod City Club – izraelski klub szachowy z siedzibą w Aszdod, dziewięciokrotny mistrz kraju.

## Historia
Klub został założony w 2003 roku przez Wydział Edukacji i Sportu gminy Aszdod z Jehudą Frenkelem na czele. Jeszcze w 2003 roku klub zadebiutował w Lidze Leumit, zajmując siódme miejsce. W 2005 roku zespół zajął trzecie miejsce w lidze. W tym samym roku klub zadebiutował w Pucharze Europy. Izraelski zespół wygrał wówczas z Marmaris Belediyesi SK, Wieśninką Mińsk, Zalaegerszegi Csuti SK i Alkaloidem Skopje, zremisował z I&A Tbilisi, a przegrał z Ładją Kazań i Polonią Warszawa, zajmując w klasyfikacji końcowej dziewiątą pozycję. W 2006 roku uzyskano wicemistrzostwo kraju, za Beer Sheva Chess Club. W Pucharze Europy klub zajął czwarte miejsce. W sezonie 2007 klub zdobył tytuł mistrza kraju. W składzie drużyny znajdowali się wówczas: Ołeksandr Moisejenko, Ilja Smirin, Emil Sutowski, Borys Awruch, Pawło Eljanow, Artur Kogan, Borys Kancler, Andrej Kawalou, Jehuda Gruenfeld i Ram Soffer. W Pucharze Europy zespół zajął 22. miejsce. W latach 2008–2010 zespół zdobył kolejne trzy tytuły mistrzowskie. W europejskich rozgrywkach w tym okresie zajmował odpowiednio ósme, dziesiąte i szóste miejsce. W latach 2011–2013 roku uzyskano wicemistrzostwo kraju. Ponadto w 2012 roku zespół zajął szóstą pozycję w Pucharze Europy. W 2014 roku zespół zdobył piąty tytuł mistrza kraju, a w kolejnym sezonie zdobył wicemistrzostwo Izraela. W sezonie 2016 Ashdod Chess Club zajął trzecie miejsce w mistrzostwach kraju oraz czwarte w Pucharze Europy. W 2017 roku klub zajął drugie miejsce w Lidze Leumit, a w kolejnym sezonie zdobył tytuł mistrzowski. W latach 2019–2020 zespół obronił mistrzostwo kraju. Sezony 2021–2023 klub z Aszdod kończył na trzecim miejscu w krajowych rozgrywkach. W 2025 roku klub zdobył dziewiąty tytuł mistrzowski w swojej historii.

## Arcymistrzowie w historii klubu
- Thal Abergel[32]
- Jewgienij Aleksiejew[33]
- Lewon Aronian[34]
- Borys Awruch[8]
- Fabiano Caruana[35]
- Izrael Caspi[36]
- Igor Chenkin[37]
- Iwan Czeparinow[35]
- Leinier Domínguez[38]
- Jurij Drozdowski[39]
- Pawło Eljanow[40]
- Daniel Fridman[41]
- Artur Gabrielian[35]
- Kirił Georgiew[42]
- Leonid Gofshtein[43]
- Jehuda Gruenfeld[40]
- Boris Gulko[44]
- Michaił Gurewicz[45]
- Vüqar Həşimov[46]
- Witalij Hołod[38]
- Wasyl Iwanczuk[38]
- Gata Kamski[47]
- Borys Kancler[40]
- Siergiej Kariakin
- Andrej Kawalou[40]
- Artur Kogan[43]
- Igor Kowalenko[48]
- Siemion Łomasow[36]
- Ilan Manor[49]
- Georg Meier[50]
- Wiktor Michalewski[39]
- Jewhen Mirosznyczenko[39]
- Ołeksandr Moisejenko[40]
- Jewgienij Najer[41]
- Teymur Rəcəbov[38]
- Gad Rechlis[37]
- Jewgienij Romanow[51]
- Nihal Sarin[33]
- Ilja Smirin[34]
- Ram Soffer[34]
- Emil Sutowski[43]
- Dmitrij Tiomkin[37]
- Weselin Topałow[35]
- Francisco Vallejo Pons[49]
- Andrij Wołokitin[51]
- Jakow Zilberman[37]